# Otto Kübler (Pädagoge)
Friedrich Ernst Otto Kübler (* 29. August 1827 in Liegnitz, Provinz Schlesien; † 4. März 1912 in Berlin) war ein deutscher Pädagoge und Klassischer Philologe.

## Leben
Otto Kübler legte 1846 am Liegnitzer Gymnasium das Abitur ab und studierte ab Herbst 1846 an der Universität Breslau Klassische Philologie. 1848 wurde er Mitglied der Burschenschaft Arminia Breslau. 1850 promovierte er mit der Dissertation „De differentia inter particulas ante et prae intercedente“, 1851 legte er das Lehrerexamen in Griechisch, Latein und Deutsch ab. Ab Ostern 1852 trat er das Probejahr am Breslauer Maria-Magdalenen-Gymnasium ab, und im Sommer 1853 legte er eine Ergänzungsprüfung für die Fächer Geschichte, Geographie und Französisch ab. Seit Ostern 1853 war er ein Jahr Mitglied des Königlichen Seminars für gelehrte Schulen in Breslau.
Im Frühjahr 1854 ging er nach Krotoschin (Provinz Posen), um bei der Umgestaltung des dortigen Realgymnasiums in ein Humanistisches Gymnasium mitzuwirken. 1857 wurde er zum Oberlehrer ernannt. In Krotoschin lernte er Mathilde Sachse (1833–1908), Tochter des Kreisgerichtsrates Wilhelm Sachse (1796–1881), kennen, die er 1855 heiratete. Aus der Ehe gingen sechs Söhne und eine Tochter hervor, darunter der Altphilologe und Jurist Bernhard (1859–1940) und der Ingenieur Wilhelm (1873–1919).
Am 15. Oktober 1860 wurde er zum Dirigenten des Königlichen Progymnasiums, des späteren Wilhelms-Gymnasiums in Berlin ernannt und übernahm 1863 als Direktor die Leitung des nunmehrigen Vollgymnasiums. Diese Position hatte er bis zu seiner Pensionierung (auf eigenen Wunsch) September 1904 inne. Von März 1899 an leitete er den wissenschaftlichen Unterricht der Söhne des deutschen Kaisers Wilhelm II., der Prinzen August Wilhelm und Oskar, bis zu ihrem Eintritt 1901 in die Prinzenschule in Plön.

## Werke
- De differentia inter particulas ante et prae intercedente. Phil. Diss. Breslau 1850 (S. 29–30 lateinische Vita).
- Griechisches Vokabularium. Nebst einer Zugabe von Lehnstücken und einem Anhange: Die hauptsächlichsten Regeln der homerischen Formenlehre für Anfänger. Berlin 1854 [12. Aufl. 1903 mit leicht veränderten Untertiteln; 24., von Ferdinand Petri neubearb. Auflage 1940].
- 1856–1896 diverse Beiträge in den Schulprogrammen des Gymnasiums in Krotoschin und des Wilhelms-Gymnasiums in Berlin
- Lateinische Pensa für die unteren Gymnasialklassen. Wiegandt & Grieben, Berlin 1887.
- Ludwig Wiese: Sammlung der Verordnungen und Gesetze für die höheren Schulen in Preussen. 3. Auflage bearbeitet und fortgeführt von Otto Kübler, 2 Bde., Berlin 1886–1888.